# Gaj (Wyszków)
Pour les articles homonymes, voir Gaj.
Gaj (prononcé en polonais : [ɡai̯]) est un village polonais de la gmina de Zabrodzie dans la powiat de Wyszków de la voïvodie de Mazovie dans le centre-est de la Pologne.
Il se situe à environ 2 kilomètres au nord de Zabrodzie (siège de la gmina), 9 kilomètres au sud de Wyszków (siège de la powiat) et à 44 kilomètres au nord-est de Varsovie (capitale de la Pologne).
Le village possède une population d'environ 320 habitants en 2007.

## Histoire
De 1975 à 1998, le village faisait partie du territoire de la voïvodie d'Ostrołęka.

Depuis 1999, Gaj est situé dans la voïvodie de Mazovie.